# Wijdemeren
Wijdemeren es un municipio de la provincia de Holanda Septentrional, en los Países Bajos. Tiene una población estimada, a inicios de agosto de 2024, de 24 672 habitantes.
Comprende las siguientes localidades o barrios:
- Ankeveen
- Boomhoek
- Breukeleveen
- 's-Graveland
- Kortenhoef
- Loodstrecht
  - Nieuw-Loosdrecht
  - Oud-Loosdrecht

- Muyeveld
- Nederhorst den Berg (también, Nederhorst Den Berg)
- Overmeer